# يونس هنار
يونس هنار كان قائد لواء الشيخ عمر حديد، وهي جماعة سلفية جهادية مقرها قطاع غزة وتشن هجمات ضد كل من حماس وإسرائيل.

## مقتله
داهمت شرطة حماس منزل هنار في مدينة غزة في 2 يونيو 2015، قالت حماس لاحقًا إنه كان يقود جماعة لواء الشيخ عمر حديد (المعروف أيضًا باسم داعش في غزة). وبعد اعتقاله قتل يونس هنار برصاص قوات الشرطة. وكانت هناك تقارير متضاربة حول سبب وطريقة وفاته. وبحسب المركز الفلسطيني لحقوق الإنسان:
«. . . قتلت أجهزة [حماس] الأمنية في قطاع غزة يونس سعيد الهنار أثناء محاولتها اعتقاله من منزله في حي الشيخ رضوان بمدينة غزة... بحسب زوجة الهنار» في حوالي الساعة 9:00 صباحًا. الثلاثاء، 02 يونيو 2015، اقتحمت مجموعة كبيرة من المسلحين بالسواد، ومنهم ملثمون، المنزل وفتحوا النار. ثم احتجزوني في غرفة لمدة ساعة تقريباً، فتشوا خلالها المنزل وصادروا الكتب والأوراق. عندما خرجت من الغرفة فوجئت برؤية بركة من الدماء بالقرب من باب الشقة. ثم علمت أن زوجي قتل وأخذوا جثته ". . ".
جاء اغتيال يونس هنار في إطار حملة شنتها حماس على تنظيم الدولة الإسلامية (داعش) في غزة، والتي بدأت عندما بايع مجلس شورى المجاهدين في محيط القدس تنظيم داعش في 11 فبراير 2014. اشتدت حملة القمع عندما تم تشكيل كتيبة الشيخ عمر حديد التابعة لتنظيم الدولة الإسلامية رسميًا في أواخر مايو 2015.